# Alpenföhn

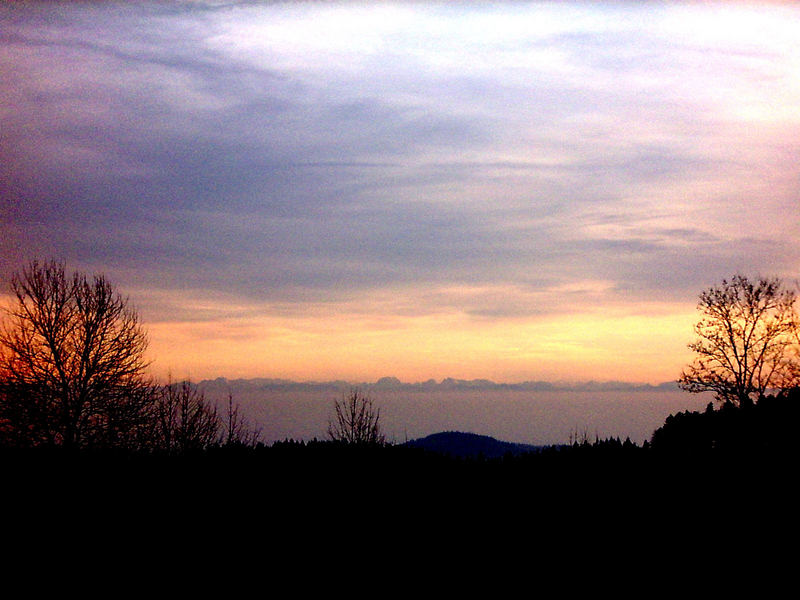
Blick auf das bayerische Alpenvorland bei ausgeprägtem Südföhn. Aufgenommen ca. 20 km östlich von Regensburg, bei einer Sichtweite von rund 200 Kilometern. Das Donautal bildet eine natürliche Grenze für den Alpenföhn.

Als Alpenföhn wird der Föhnwind des Alpenraumes bezeichnet. Die Bezeichnung „Föhn“ wurde zunächst für den im Winterhalbjahr auf der Alpennordseite Tauwetter bringenden, aus südlicher Richtung wehenden Wind verwendet. Da diese Bezeichnung später zum Gattungsbegriff dieses in vielen Gebirgen der Welt auftretenden Phänomens wurde, wird zur Unterscheidung für den Föhn im Alpenraum auch der Ausdruck „Alpenföhn“ verwendet. Er kann hier zu starken Stürmen mit Spitzengeschwindigkeiten von 150 km/h führen (Orkanstärke). Der von Süden wehende Föhn auf der Nordseite der Alpen wird auch Südföhn genannt, das Gegenstück dazu auf der Alpensüdseite auch Nordföhn.
Föhnlagen sind für ihre Warmluft und auch außergewöhnliche Wolken- und atmosphärische Erscheinung bekannt.

## Föhn im Norden der Alpen

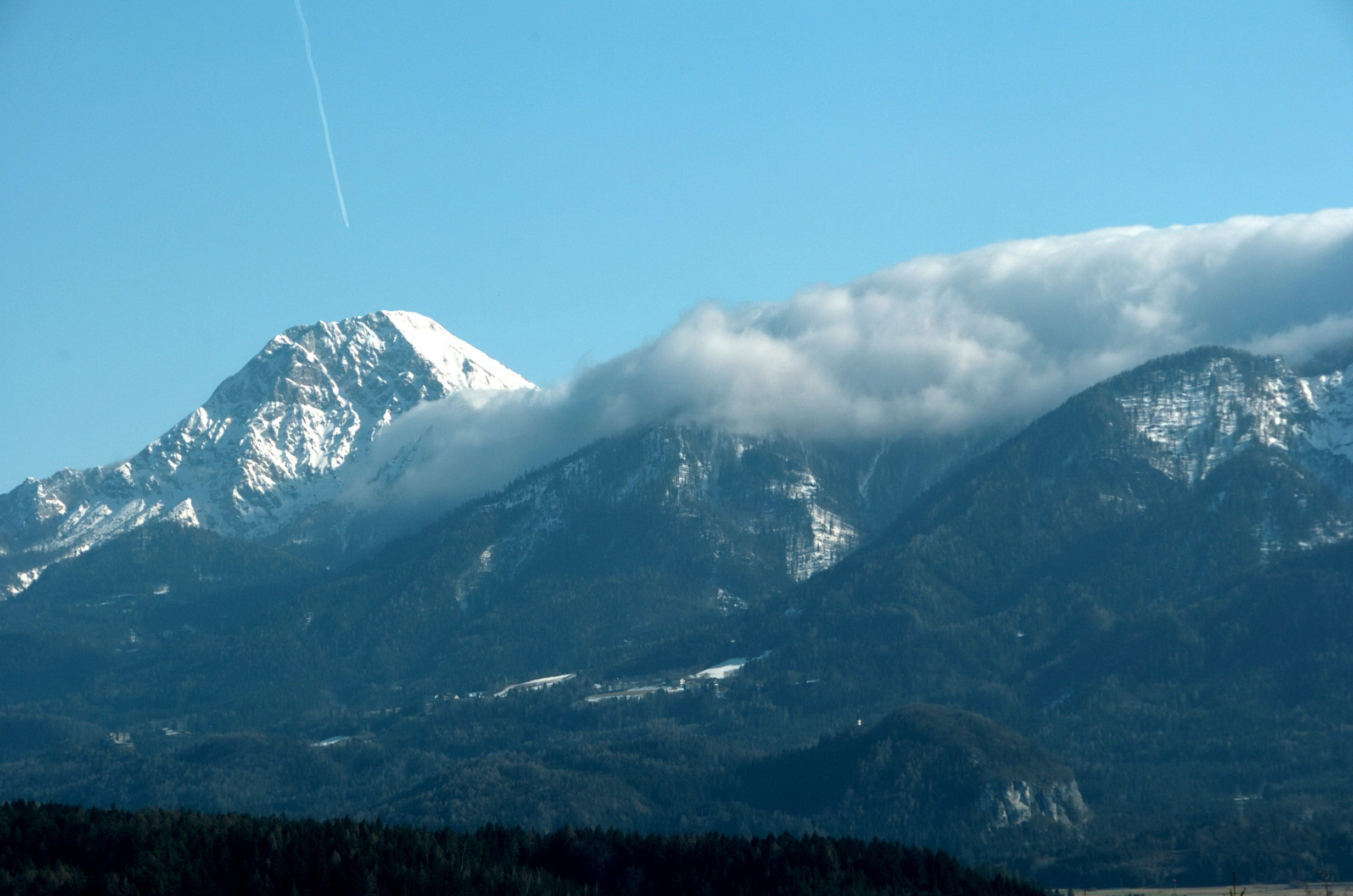
Wolken bei Jauk (Südföhn) über den Kärntner Karawanken

Ein erheblicher Anteil an Föhntagen weist südlich des Alpenkammes keinen Niederschlag auf, so dass die thermodynamische Föhntheorie im Falle des Alpenföhns nicht als Erklärung für die Erwärmung dienen kann. Die Föhnerscheinung auf der Alpennordseite kann dann jedoch dadurch erklärt werden, dass die Luft, die in den Nordalpentälern als Föhn spürbar ist, nicht vom Alpensüdfuß, sondern aus größerer Höhe stammt, wobei die darunter liegende luvseitige Luft stabil geschichtet ist und am Übersteigen des Hindernisses gehindert wird. Durch die tief eingeschnittenen Pässe gelangt dabei ein Teil dieser relativ kühlen blockierten luvseitigen Luft als seichter Föhn nach Norden.
In der Schweiz wird hingegen nur von Föhn gesprochen, wenn ein deutlich warmer Fallwind gemeint ist, dessen Temperaturerhöhung durch die freiwerdende Kondensationsenthalpie beim Ausregnen auf der Alpensüdseite (Alpennordseite bei Nordföhn) entsteht.
Abzugrenzen ist auch die föhnige Höhenströmung, das sind meist großräumig aus Südwest bis Süd verfrachtete zentralatlantisch-afrikanische Luftmassen, die nördlich der Alpen auch bei geringen Windgeschwindigkeit zu außergewöhnlich warmen Verhältnissen führen. Auslöser sind meist langsamziehende bis blockierte Atlantiktiefs im Bereich der Britischen Inseln und der Nordsee, die an ihrer Vorderseite, also der Kaltfront, die Luft radial mitführen. Bei besonders extremen Verhältnissen kommt es so aber auch zu Talföhn. Sie sind insofern föhnartig, da hier die mitgeführte Feuchte oft schon an den Pyrenäen oder in den französischen Alpen abregnet. Diese Südwindlagen können beispielsweise den Saharastaub in die Alpen bringen.
Aus einer wirklichen Föhnlage gehen somit deutliche und nur durch Föhn zu erklärende Temperaturunterschiede von weit über 10 Grad Celsius hervor, welche die Föhngebiete insbesondere bei Hochnebellagen von deren unmittelbarer Nachbarschaft unterscheiden.
Bei Föhn kann es zu bis zu 25 Grad Celsius Temperaturanstieg oder -sturz geben.
Föhn ist auch für etliche winterliche Temperaturhöchstwerte verantwortlich.
Auf der Alpennordseite ist der Föhn auf Grund der geringen Luftfeuchtigkeit mit einer sehr guten Fernsicht verbunden. Im Winter und Frühjahr begünstigen die trockene Luft und die hohe Temperatur die Schneeschmelze.

## Föhn im Süden der Alpen
Bei umgekehrten Druckverhältnissen entsteht auf der Südseite der Alpen Nordföhn, im italienischen Sprachgebiet Tramontana oder Tedesco („der Deutsche“) genannt. Die Auswirkungen sind nicht genau symmetrisch, da Nordluft andere Eigenschaften hat als Südluft. Nordföhn ergibt Bewölkung mit Regen im Norden, Föhnfenster mit eventuell erhöhten Temperaturen im Süden. Im Gegensatz zum Föhn nördlich der Alpen wird sich der Nordföhn aber oft auch als relativ kalter Sturm zeigen, da sich diese Windlage üblicherweise nach dem Durchgang einer Kaltfront aus Westen einstellt.

## Synoptik des Alpenföhns

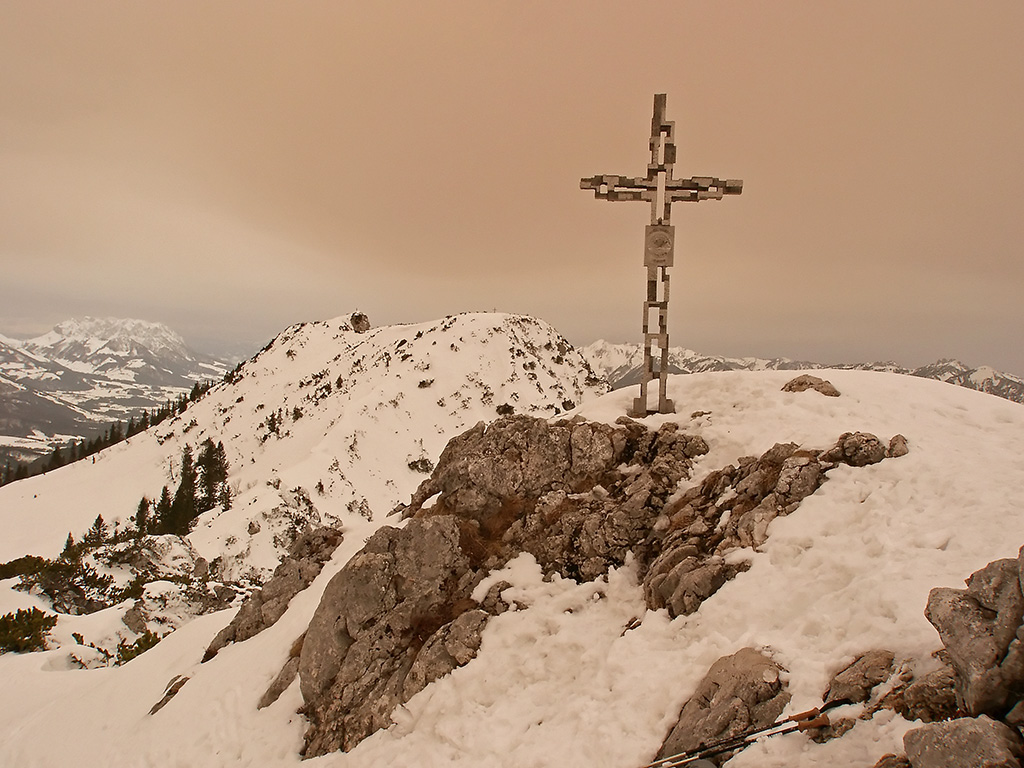
Gipfel der Hörndlwand am 21. Februar 2004. Eine extreme Föhnwetterlage mit Windspitzen bis zu 150 km/h in Verbindung mit einem schweren Sturm in Nordafrika sorgt für einen durch Wüstenstaub rotgefärbten Himmel in den Alpen.

Südföhn kann in zyklonaler oder antizyklonaler Ausprägung auftreten. Beim zyklonalen Typ ist auch ein Regenereignis auf der Luvseite zu beobachten. Eine notwendige Bedingung für die Auslösung von zyklonalem Alpensüdföhn ist der Vorbeizug eines Tiefdruckgebietes auf west-östlicher Bahn nördlich der Alpen. Dieses saugt in den unteren Schichten Luft aus seiner Umgebung an, also auch über die Alpen hinweg, wobei es dann zu Föhn kommen kann. Ähnliche Großwetterlagen liegen bei Föhnbeobachtungen in allen Erdteilen vor.
Der Südföhn entsteht so oftmals im Vorfeld einer Kaltfront, die sich aus Westen den Alpen nähert. Wenn hinter der Front selbst hochreichende Kaltluft über Westeuropa hinweg weit genug nach Süden ausbricht, entsteht auf der Vorderseite dieses Kaltlufttroges zur Kompensation vielfach eine nach Norden gerichtete Strömung, die relativ milde, aber auch recht feuchte Luft vom Mittelmeer zu den Alpen führt.
Ein weiterer Sonderfall sind die Italientiefs, das sind Mittelmeertiefs, die sich südlich der Alpen ostwärts bewegen und sich teilweise auch im Alpenbogen verfangen. Diese führen an ihrer Vorderseite warme afrikanische Luftmassen über das Mittelmeer, wo sie Feuchte aufnehmen, und in Folge große Niederschlagsmengen gegen die Alpensüdseite. Bei starken Mittelmeertiefs schlagen diese Luftmassen über den Alpenhauptkamm und es kommt dadurch an der Alpennordseite ebenfalls zu föhnartigen warmen und trockenen Winden. Im Unterschied zum Föhn im eigentlichen Sinne steht hier das Tiefdruckgebiet südlich, nicht nördlich der Alpen, also in der Richtung, aus der der Südföhn kommt.
Eine Auswertung statistischer Daten (für Innsbruck und Bozen) hat ergeben, dass zwischen den beiden Seiten der Alpen etwa eine Druckdifferenz von 4 hPa herrschen muss, damit Föhn auftritt, und etwa 8 hPa, damit der Föhn in die Täler durchschlägt.

## Vorkommen: Typische Föhntäler

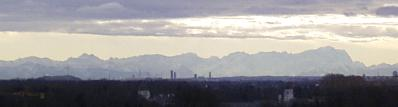
Das Föhnfenster nördlich der Alpen von Freising aus gesehen

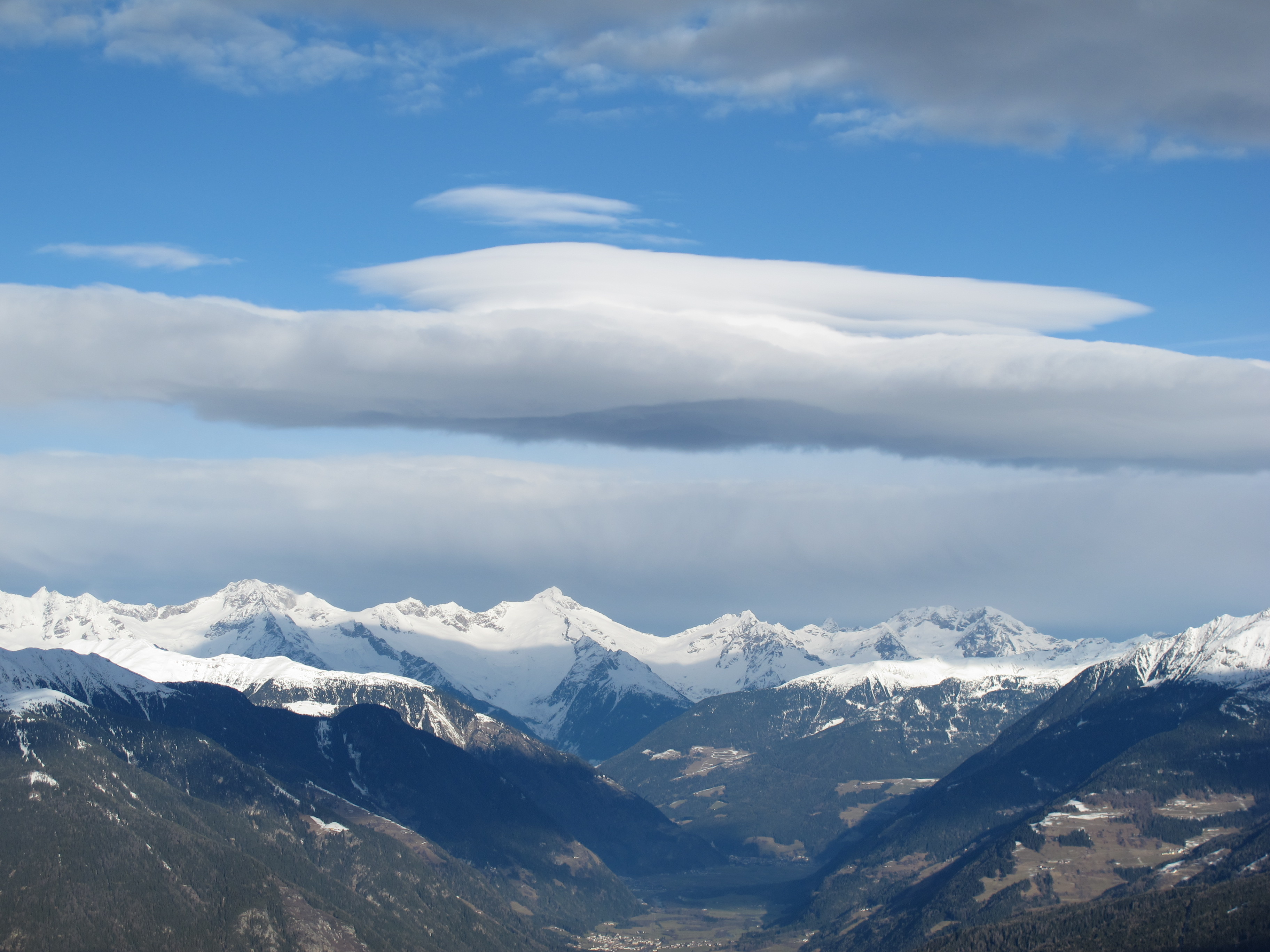
Wolken über dem Alpenhauptkamm bei Nordföhn, Blick auf die Südseite der Zillertaler Alpen des Ahrntals (die Föhnmauer der windzugewandten Seite des Föhnfensters)

Prädestinierte Schweizer Alpentäler für Südföhn sind das Reusstal im Kanton Uri, das Haslital im Kanton Bern und das Alpenrheintal, in den Ostalpen das Inntal und das Salzachtal, sowie die Talungen des Salzkammerguts (Trauntal und Nebentäler). Östlich davon spalten sich die Alpen in mehrere Ketten ohne expliziten Hauptkamm, sodass sich auch der Föhn nicht mehr so stark ausbildet. Hier ist dann eher der Kärntnerische Jauk (von slowenisch jug ‚Süden‘) über die Karawanken zu nennen.
Das Gebiet, in dem sich der Föhn in Oberschwaben, Bayern und Oberösterreich im Alpenvorland auswirkt, kann man etwa mit dem Verlauf der Donau begrenzen.

## Besondere Phänomene

### Windrichtung
Der Südföhn weht nicht konsequent aus Süd. Je nach Luftdruck bzw. Höhenströmung reicht die Windrichtung auf den Alpengipfeln von Südost bis Südwest, in den Alpentälern gibt die Talrichtung zumeist auch die Windrichtung vor.
Als besonderes Phänomen gibt es beispielsweise den Guggi-Föhn. Hierbei weht der Wind aus südöstlicher Richtung von der Jungfrau ins Tal Richtung Lauberhorn und erreicht dort nicht selten Orkanstärke.
Umgekehrt dreht der Nordföhn gegen das Ostende der Alpen auf Nordwest, so fällt er durch die Liesing-Paltental-Furche und den Murdurchbruch aus nordöstlicher Richtung nach Graz und in die Steirische Bucht ein. Am Nordostrand, dem Wienerwald, fällt er als West-Nordwest-Föhn über Wien in das Wiener Becken.
Westwind kann zum Aufkommen von Westföhn führen. Der Hörnliföhn führt im unteren Toggenburg zu Temperaturanstiegen bis zu 5 Grad Celsius.

### Föhnsturm
Besonders der Südföhn kann enorme Windstärken erreichen, im Speziellen dann, wenn die wetterwirksamen Systeme selbst Extremereignisse darstellen.
So maß man bei dem vom heranziehenden Orkan Dirk Dezember 2013 ausgelösten Föhnsturm in Gütsch ob Andermatt auf 2287 m 208 km/h Windspitze,
oder beim Orkan Lothar 1999 in Brienz 181 km/h.
Beim Föhnsturm November 2014 meldeten Titlis und Gütsch wie auch der Tiroler Patscherkofel über 180 km/h.
In solchen Fällen spricht man von Föhnorkan.
Im ausnehmend milden Winter 2013/14 verzeichnete der Patscherkofel, der durch seine Lage primär Südstürme erlebt, an die 30 Tage mit Sturm aus südlichen Richtungen über 100 km/h. In dieser Zeit lagen fast durchgehend Tiefs über den Britischen Inseln, die diese Föhnlagen verursachten. Dort war es der nasseste Winter seit Beginn der Wettermessung.

### Dimmerföhn
Unter dem Begriff Dimmerföhn (zu ‚dämmerig‘) versteht man ein Föhnereignis, das mit trübem, diesigem oder sogar nassem Wetter verbunden ist. Dieses seltene Ereignis tritt auf, wenn die Strömung so stark ist, dass sie über die Föhntäler unmittelbar hinter dem Alpenhauptkamm hinausschlägt und erst am Alpenrand zum aufgeklarten Föhnfenster führt. Dann kommt es auch im Lee zu Niederschlag. Das Phänomen ist aus dem Glarus und aus dem Raum Innsbruck bekannt.

### Doppelföhn
Am 13. Dezember 1981 trat über dem schweizerischen Alpenraum ein sehr seltenes Phänomen auf: der Doppelföhn. Während rund vier Stunden wehten in Altdorf (Uri) der Südföhn und in Locarno (Tessin) der Nordföhn gleichzeitig, was nach den Standardmodellen der Föhntheorie nicht möglich ist. Der Föhnforscher Karl Frey hat dieses Phänomen anhand des umfangreichen meteorologischen Datenmaterials analysiert und dokumentiert.
Ein Kaltlufthoch verlagerte sich vom Ärmelkanal in ostsüdöstlicher Richtung gegen den Balkan und lag am Nachmittag des 13. Dezember 1981 über dem Alpenkamm. Am Mittag des 12. Dezember setzte in Locarno der Nordföhn ein und dauerte bis am 13. Dezember, 20 Uhr. In Altdorf setzte der Südföhn am 13. Dezember um 16 Uhr ein und dauerte bis am 14. Dezember, 6 Uhr. Am 13. Dezember, zwischen 16 und 20 Uhr, herrschte also eine einzigartige Doppelföhnlage.
Aufgrund der Druck- und Temperaturverläufe im Alpenraum lässt sich rekonstruieren, dass sich während der Doppelföhnlage sowohl nördlich wie auch südlich des Alpenkammes eine baroklin geschichtete Atmosphäre einstellte, nach Frey [1945] ein sogenanntes baroklines Solenoidfeld. Der auf gleiche Höhe reduzierte Druck war dabei sowohl auf der Alpennordseite wie auch auf der Alpensüdseite deutlich geringer als über dem Alpenkamm. In einer baroklin geschichteten Atmosphäre schneiden sich Flächen gleichen Drucks (Isobaren) und Flächen gleicher Temperatur (Isothermen), was beschleunigende Strömungen hervorruft. Diese Strömungen waren im vorliegenden Fall vom Alpenkamm aus sowohl nach Norden wie auch nach Süden hin gerichtet und lösten so das Phänomen des Doppelföhns aus.